# Krameria grayi
Krameria grayi là một loài thực vật có hoa trong họ Krameriaceae. Loài này được Rose & Painter miêu tả khoa học đầu tiên năm 1906.